# Сікамор (Південна Кароліна)
Сікамор (англ. Sycamore) — місто (англ. town) в США, в окрузі Аллендейл штату Південна Кароліна. Населення — 147 осіб (2020).

## Географія
Сікамор розташований за координатами 33°2′6″ пн. ш. 81°13′21″ зх. д. / 33.03500° пн. ш. 81.22250° зх. д. (33.034926, -81.222535).  За даними Бюро перепису населення США в 2010 році місто мало площу 8,24 км², з яких 8,21 км² — суходіл та 0,02 км² — водойми.

## Демографія
Згідно з переписом 2010 року, у місті мешкало 180 осіб у 79 домогосподарствах у складі 53 родин. Густота населення становила 22 особи/км².  Було 91 помешкання (11/км²).
Расовий склад населення:
| - 67,2 % — білих - 32,2 % — чорних або афроамериканців - 0,6 % — азіатів |

До двох чи більше рас належало 0,0 %. Частка іспаномовних становила 1,1 % від усіх жителів.
За віковим діапазоном населення розподілялося таким чином: 19,4 % — особи молодші 18 років, 61,7 % — особи у віці 18—64 років, 18,9 % — особи у віці 65 років та старші. Медіана віку мешканця становила 47,5 року. На 100 осіб жіночої статі у місті припадало 106,9 чоловіків;  на 100 жінок у віці від 18 років та старших — 101,4 чоловіків також старших 18 років.
За межею бідності перебувало 24,4 % осіб, у тому числі 14,3 % дітей у віці до 18 років та 33,3 % осіб у віці 65 років та старших.
Цивільне працевлаштоване населення становило 53 особи. Основні галузі зайнятості: освіта, охорона здоров'я та соціальна допомога — 26,4 %, сільське господарство, лісництво, риболовля — 22,6 %, мистецтво, розваги та відпочинок — 7,5 %, науковці, спеціалісти, менеджери — 5,7 %.